# ISO 13485
ISO 13485は、医療機器の品質管理システム構築のための国際標準規格である。
『Medical devices - Quality management systems - Requirements for regulatory purposes』（医療機器－品質マネジメントシステム－規制目的のための要求事項）と題される。
ISO13485は、ISO 9001:2000（品質マネジメントシステムの国際規格）の一部の要求事項を省略し、医療機器に関する固有の要求事項を付加したものである。
ISO9001と異なる要件は、主に以下の７点。
- 法規制要件の推進と啓発(マネジメント責任としての)

　※法規制としては例えば、アメリカFDAの「21 CFR 820」や、EUの2017/745:MDR(旧93/42/EEC:MDD)など
- 製品安全を確保するための作業環境コントロール
- 製品開発におけるリスクマネジメント活動と設計管理(Design controls)の重要視
- インプラント・デバイス（体内埋め込み式の機器）の検査とトレーサビリティに関する特別要件
- 滅菌医療機器(Sterile medical devices)のプロセスの文書化と検証(バリデーション)するための特別要件
- 是正・予防措置の有効性を検証(ベリフィケーション）するための具体的要件
- 製品の清浄度(Cleanliness)に関する特別要件

2023年での最新版は ISO13485:2016 で、ISO 9001と整合した医療機器に対する品質マネジメントシステム要求事項が規定されている。
国際標準化機構（ISO）のTC210委員会がこの国際規格の作成に携わり、最新の勧告は
ISO/TR 14969:2004「Medical devices -- Quality management systems -- Guidance on the application of ISO 13485: 2003」として出された。
日本の厚生労働省令第169号(QMS省令)は、令和3年3月26日に改正され、ISO13485:2016を医薬品医療機器等法に整合するように日本独自の追加要求事項が加えられた内容となっている。